# デルヴィオ
デルヴィオ（イタリア語: Dervio）は、イタリア共和国ロンバルディア州レッコ県にある、人口約2,600人の基礎自治体（コムーネ）。

## 地理

### 位置・広がり
レッコ県北部、コモ湖畔のコムーネ。県都レッコから北北西へ25kmの距離にある。

#### 隣接コムーネ
隣接するコムーネは以下の通り。括弧内のCOはコモ県所属を示す。
- ベッラーノ (ヴェンドローニョ)
- クレーミア (CO)
- ドーリオ
- ピアネッロ・デル・ラーリオ (CO)
- サン・シーロ (CO)
- スエーリオ
- ヴァルヴァッローネ

### 気候分類・地震分類
気候分類では、zona E, 2271 GGに分類される。
また、イタリアの地震リスク階級 (it) では、zona 4 (sismicità molto bassa) に分類される。

## 行政

### 分離集落
デルヴィオには、以下の分離集落（フラツィオーネ）がある。
- Corenno Plinio, Castello, Monastero, Borgo, La Foppa, Pianezzo, Monte, Roncacci, Villa, Balma, Ronchi di Vesgallo

### 山岳部共同体
- 広域行政組織である山岳部共同体（イタリア語版）「ヴァルサッシーナ、ヴァルヴァッローネ、ヴァル・デージノ・エ・リヴィエラ山岳部共同体」 (it:Comunità montana della Valsassina, Valvarrone, Val d'Esino e Riviera) （事務所所在地: バルツィオ）に属するコムーネである。